# Riserva naturale di Rocca San Giovanni-Saben
La riserva naturale di Rocca San Giovanni - Saben è un'area naturale protetta della regione Piemonte istituita nel 1984.
Occupa una superficie di 230 ha nella provincia di Cuneo.